# ベニテングタケ
ベニテングタケ（紅天狗茸、学名: Amanita muscaria）は、ハラタケ目テングタケ科テングタケ属の中型から大型のキノコ。子実体の傘は赤色で柄が白く、傘に付着した白いイボが目立つ。多くの人にとって、毒キノコという言葉を連想させる代表的なキノコの一種でもある。見た目の印象から派生するイメージから、童話やアニメ、ゲームなどでもなじみがあり、ヨーロッパでは幸福を呼ぶ象徴として人気がある。

## 名前
和名の「ベニテングタケ」は赤いテングタケという形態および分類学的特徴に由来し、恐ろしい毒性から天狗を想像し、傘の赤い表面を天狗の顔に見立てたことから名付けられている。別名でハエトリタケ、地方によりアカハエトリ（青森・秋田・岩手・長野県）、アシタカベニタケ、アネコダケ、ハエトリともよばれている。
英語名 fly agaric（ハエのハラタケ）やフランス語名 Amanite tue-mouches（ハエのキノコ）、ロシア語名 Мухомор красный（赤いハエのキノコ）など欧米でしばしば見られる名前は本種をハエ取りで使ったことに因む。種小名 muscaria もラテン語でハエという意味である。（#その他を参照）

## 分布
ユーラシア地域から広く知られているほか、世界各地でみられる。日本（中部地方以北）、極北の針葉樹林（タイガ）からヨーロッパの地中海沿岸地域、北米大陸北部からメキシコまで、おおよそ北半球温帯以北の全域に分布する。
近年の研究では、シベリア、ベーリング地域を起源とし、そこからアジア、ヨーロッパ、北アメリカへ広がったと考えられている。遺伝子研究により、ベニテングタケにはユーラシア集団、ユーラシア高山型集団、北アメリカ集団など複数のグループの存在が明らかとなっていて、各グループは互いに遺伝的交換が認められていないこと、極北地域で複数のグループが存在することから、極北地域から世界各地へ広がり、それぞれのグループごとに遺伝的な進化をしていったと考えられている。
その一方で、オーストラリアやニュージーランドなどに帰化しているものも見られ、もともと南半球に分布していなかったベニテングタケであったが、20世紀初頭から北半球の外来有用樹種を植林するために持ち込まれ、その際に菌根菌に感染した土によって侵入したと考えられている。南アフリカなど南半球へも広く繁殖し、世界各地でみることのできるキノコとなった。ニュージーランドでは、原生林のナンキョクブナの樹下にも発生が認められるようになったため、ベニテングタケの拡大を外来種問題として捉えている。
ユーラシア大陸産とアメリカ大陸産は変種扱いにするのが一般的。
共生する樹種がシラカンバやモミ属のような寒冷地型の樹種であり、温暖な地域には少ないため、日本での分布は西日本や低地では見られず、高原や冷涼な地域に限定される。

## 生態
外生菌根菌（菌根性）。夏から秋にかけて、ゴヨウマツやツガ、シラビソなどの針葉樹やシラカンバなど広葉樹の林床に発生するが、特にカバノキ属の林の樹下に多く発生する。シラカンバやシラビソなどと菌根をつくるため、平地や西日本では発生しない。他のテングタケ科同様に樹木の根と外生菌根を形成し栄養や抗生物質のやり取りなどを行う共生関係にあると考えられている。一般にカバノキ属樹木の根と共生しているといわれるが、寒冷地ではモミ属やトウヒ属のようなマツ科針葉樹林でも見られる。点々と散生か一列に菌輪をつくる場合がある。
日本での観察によればナメクジ、昆虫の他にリスやシカが子実体を食べているという。

## 形態
子実体はハラタケ型（agaricoid）で全体的に赤色で中型からやや大型。テングタケ属に特徴的なschizohymenial development（和名未定）という発生様式を採り、卵状の構造物内に子実体が形成され、成長と共にこれを破って出てくる。この発生様式の名残で根元にはツボを持つ。
傘は直径6 - 15センチメートル (cm) 程度で赤色、縁には条線はほとんど見られないが、生長した傘の縁には条線が現れる。傘ははじめ球形、のちに釣鐘形からまんじゅう形、次第に水平に開き、老菌ではやや反り返る程度まで開く。表面は粘性があり、典型的個体では外皮膜（ツボ）の名残である白色の破片（通称：いぼ）を傘に多数まばらに付着させる。これはテングタケ属のテングタケ節（Sect. Amanita）ではよく見られる特徴で、卵状の構造物の菌糸の接着が弱いためにおこる。いぼは脱落しやすくしばしば完全に消失している。典型的のものは傘の色は赤色であるが、中にはかなり黄色を帯びているものもある。
ヒダは白色で密、柄に対して離生する。
柄は中空、長さ10 - 24 cmで白色。柄の上部に膜質でリング状の白いツバを持つ。柄の表面は小鱗片からささくれ状になり、基部は球根のように膨らんで、不明瞭な白色のツボの名残が環状に残る。
肉は白色で、表皮下は淡黄色。変色性は無く匂いや味も温和。胞子紋（spore print）は白色。胞子はヨウ素水溶液で呈色しない（非アミロイド性）
寒冷地や亜高山帯のマツ科針葉樹林に見られる個体は傘の色がかなり黄色味を帯びて、橙色のようになるものがあり別種の可能性も考えられている（後述）。アメリカには黄色い変種も知られている。

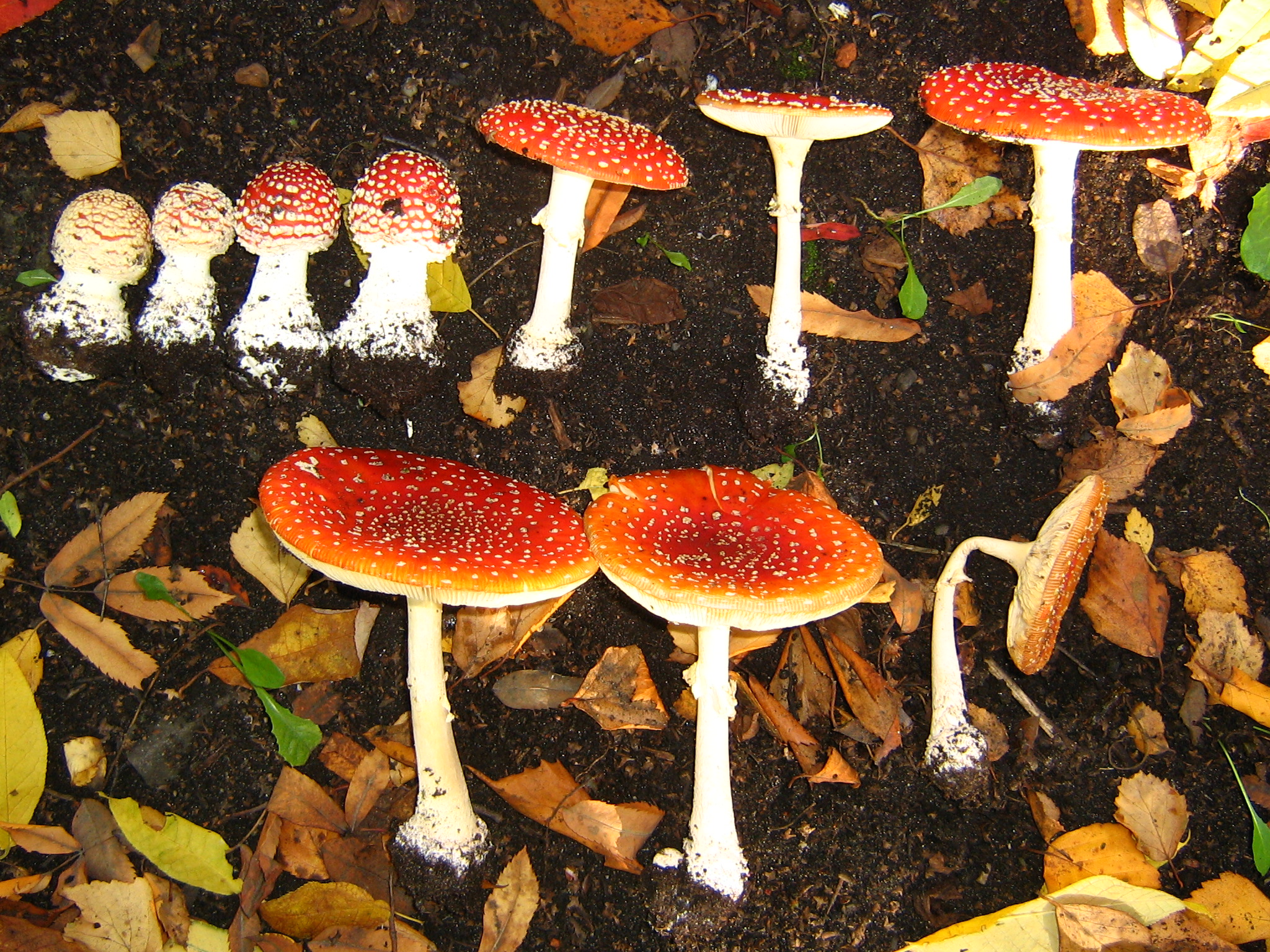
成長段階に並べたもの。傘は水平まで開く
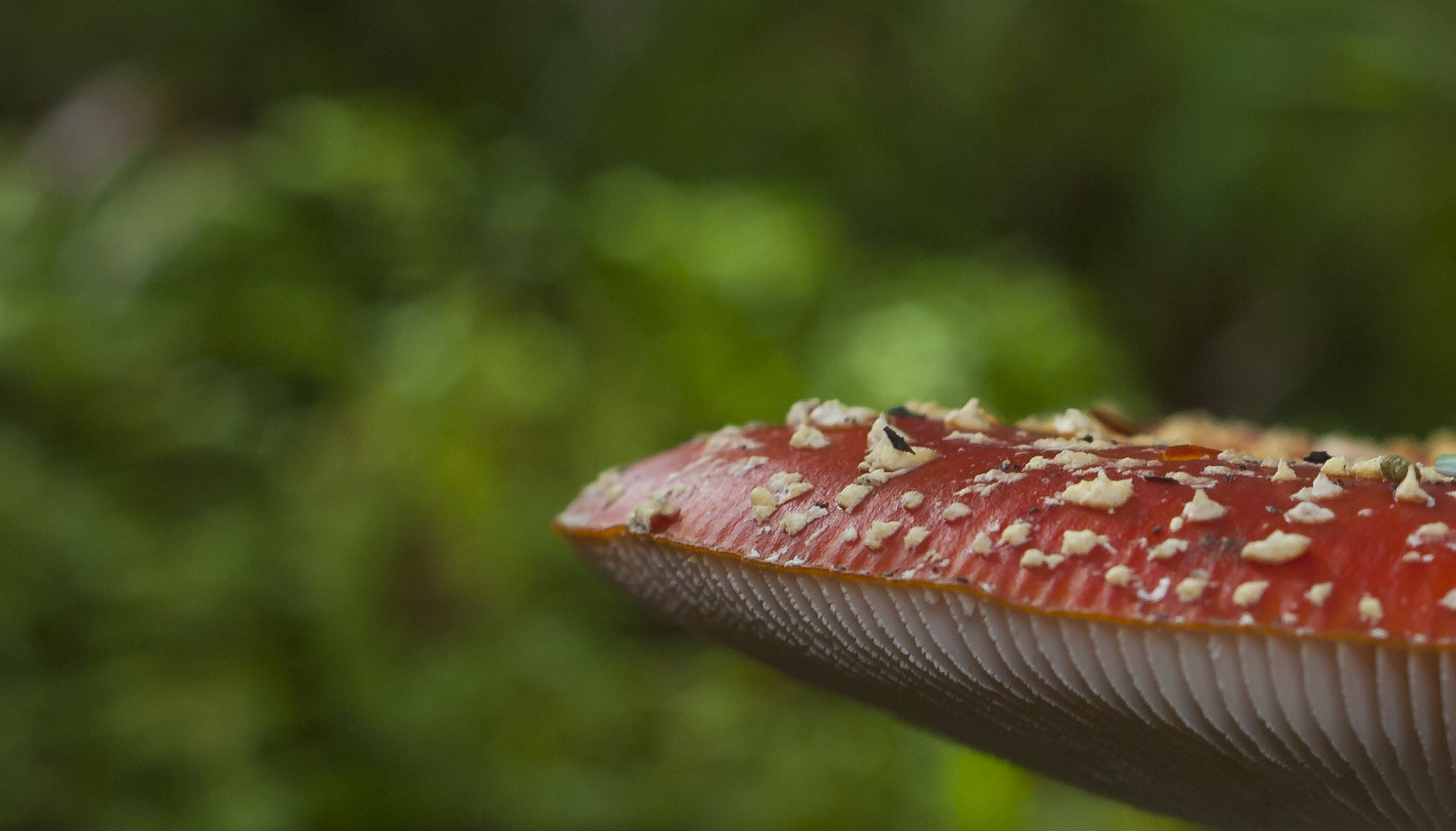
傘の拡大部。条線が出るのが分かる。
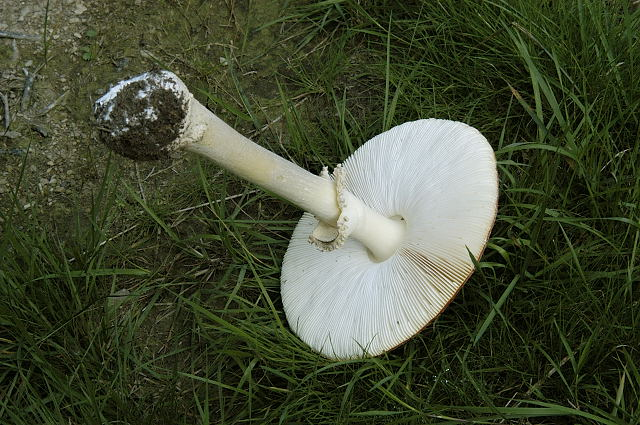
ひだは白色。ツバとツボを持つ。
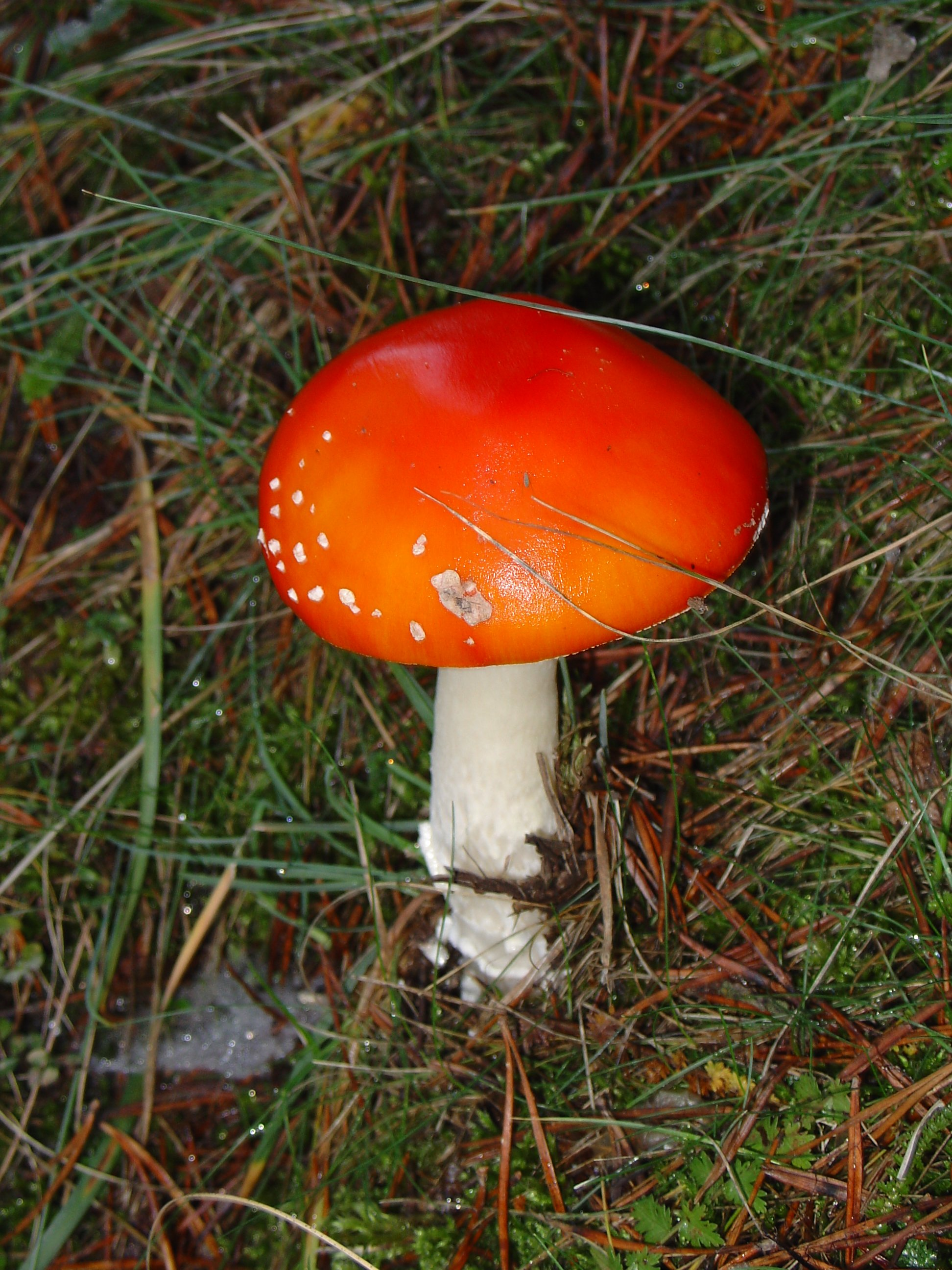
いぼが大半脱落した幼菌
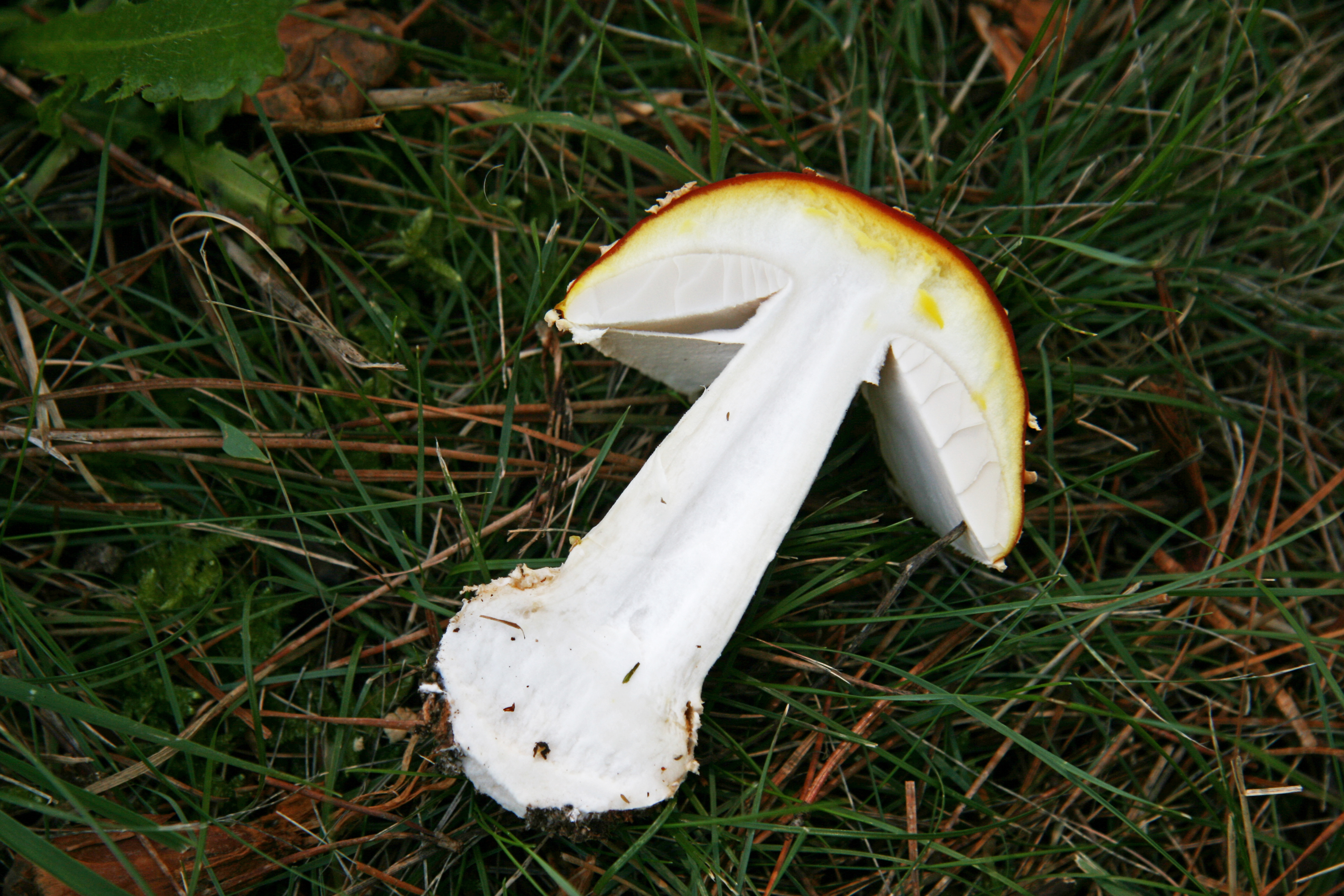
断面図。柄は中実、内皮膜が剥がれておらずまだツバになっていない
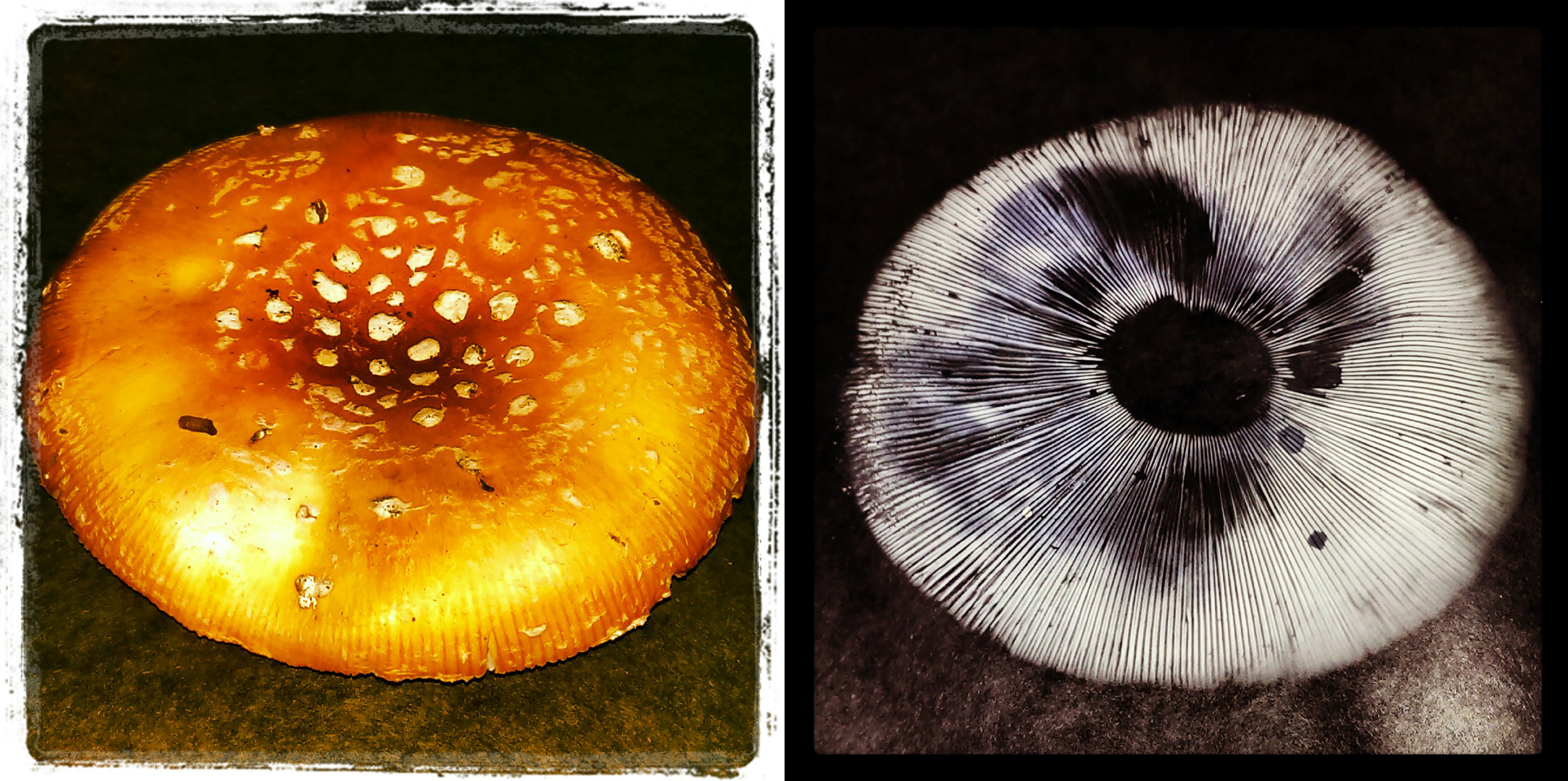
胞子紋は白色
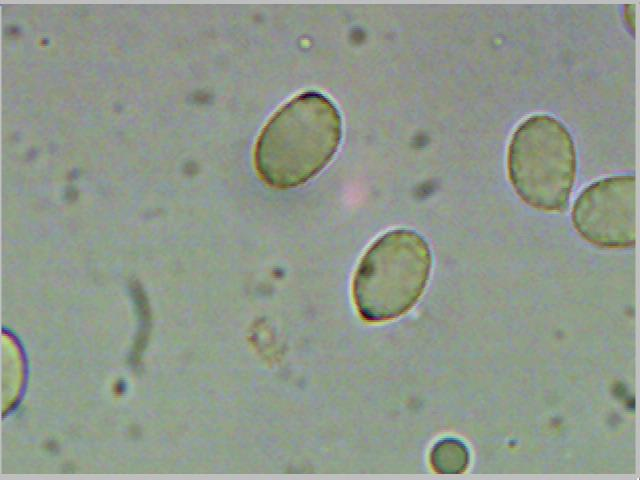
胞子

## 毒性
一般的には毒キノコとして扱われる。派手な色彩から猛烈な毒を持つキノコと思われがちだが、タマゴテングタケやドクツルタケほど強力な毒ではない。主要毒成分はイボテン酸とムッシモール、また微量ながら猛毒のムスカリン、溶血性タンパク質を含む。ムスカリン（muscarine）という名前は本種の種小名 muscaria に由来する。毒性の強いテングタケ属のキノコにしばしば含まれるアマトキシン類（アマニタトキシンと呼ばれることもある）については微量ながら含む説と含まれない説があるが、いずれにしても致命的なほどは含まれていないとされる。
イボテン酸は神経細胞のグルタミン酸受容体、ムッシモールはγ-アミノ酸 (GABA) 受容体に不可逆的に結合し、神経細胞の持続的興奮や抑制、最後には壊死などを引き起こす。特にグルタミン酸が神経伝達物質として重要な役割を持つ昆虫類には致死作用率が高い。
その他の化合物成分に、ハエ誘引作用がある1,3-ジオレイン、バナジウム錯体のアマバジン、ヒ素濃縮能によるアルセノコリンのほか、ジヒドロキシグルタミン酸、ムスカフラビン、ムスカアウリン類、色素成分のベタラミン酸類を含んでいる。

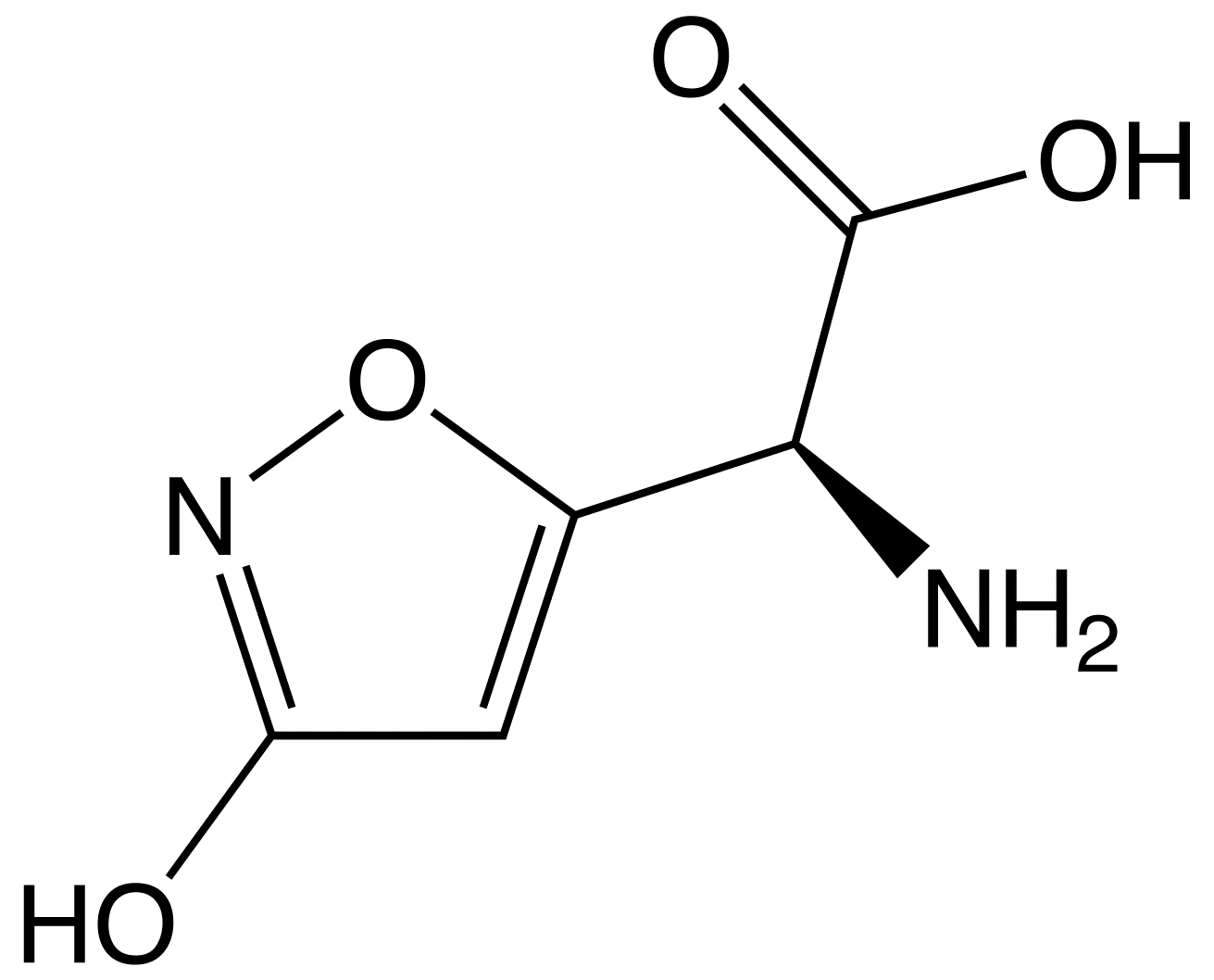
イボテン酸構造式
ムッシモール構造式
ムスカリン構造式

### 中毒症状
胃腸系（腹痛・嘔吐・下痢など）と神経系（発汗・心拍数増加・精神錯乱・幻覚・けいれんなど）の複雑な症状が現れる。食後20 - 30分ほどで症状が現れはじめ、瞳孔は開いて眩しくなり、酒酔い状態となる。食べすぎると腹痛、嘔吐、下痢を起こす。重症になると、呼吸困難、昏睡となる。
死亡例は非常にまれで、北米では2件報告されているのみである。ヨーロッパでのベニテングの致死量は、生の状態で5キログラムと推定されているが、この量は食べられる量ではない。とはいえ、8月に収穫したものは効力が強く、9月に収穫したものは吐き気のような体への影響が強いなどとも記され、環境や個体差の影響も大きい。
キノコの研究者のワッソンは、1965年と1966年にベニテングタケを日本で試したが、その毒性の効果に失望したと記している。吐き気を感じ、そのうち何人かは吐き、眠くなって眠り、そして一度だけうまくいったときには、今関六也が高揚し、アルコールによる多弁ともまた異なった感じで喋り続けた、とある。テレンス・マッケナによれば、コロラド州で採取した生のベニテングタケでは、よだれが垂れ、腹痛になっただけであり、カルフォルニア州北部で、採取した乾燥ベニテングタケ5グラムを摂取したが、吐き気を感じ、よだれが垂れ、目がかすみ、目を閉じると見えるものがあったが、たいして面白いものでもなかったとある。
江戸時代の1830年から1844年にかけて96巻が刊行された『本草図譜』の58巻には、「こうたけ」と記されたベニテングタケの絵が描かれ、食べると嘔吐すると書かれている。

## 利用

### 食文化
イボテン酸は強いうまみ成分であり、本種が毒キノコであることを知りつつも適量を食べる人もいる。また、本種が分布するような寒冷地では毒抜きを行って食べる文化を持っていることがある。長野県の小諸地方では、乾燥して蓄え、煮物やうどんのだしとしても利用したといい、煮こぼして塩漬けで2、3か月保存すれば毒が緩和されるので、食べ物の少ない冬に備えた。ロシアにおいてもシベリア地域などに本種を食べる文化があるという。自然写真家の大作晃一 (2015) によれば、若気の至りで食べてみたことがあり、うまみが強く、タマゴタケなど比べものにならないほどおいしかったと感想を述べている。ただし、ドクツルタケなどに含まれるアマニタトキシンという内臓の細胞を破壊する成分が微量含まれるため、食べるのは厳禁とも述べている。

### 薬用
ベニテングタケには幻覚作用のある物質が含まれているため、儀式的なことで使われている事例が知らる。かつて、マヤ文明・アステカ文明のシャーマンは宗教儀式に使用し、シベリアの部族やフィンランド、スウェーデン北部のサーミ人のシャーマンの間では、幻覚体験を利用したさまざまな儀式が発達した。東シベリアのカムチャッカでは酩酊薬として使用されてきた歴史があったり、西シベリアではシャーマンが変性意識状態になるための手段として使われてきたように、ベニテングタケはシベリアの文化や宗教において重要な役割を果たしてきた。ベニテングタケの向精神作用を持つ成分は体内では完全に分解されずに尿中に排泄されるため、先にベニテングタケを摂取した人の尿を飲んで酩酊し、これにより社会的な絆を形成する風習が生まれたと言われている。中世ヨーロッパのバイキングは、戦いの前に精神を高揚させるためベニタングタケを食べたといわれている。
また、趣味で菌類の研究をしていたアメリカの銀行家、ゴードン・ワッソンは古代インドの聖典『リグ・ヴェーダ』に登場する聖なる飲料「ソーマ」の正体が、ベニテングタケではないかという説を発表した。著書『聖なるキノコ―ソーマ』である。この説には、人類学者が反論を唱えたが、1968年にワッソンの著書が出版された当時は広く信じられた。ワッソン自身もベニテングタケの効果に失望していたが、なぜか最後の著書『ペルセポネの探求』（未訳）ではベニテングタケを褒めたたえている。

### 象徴
13世紀のキリスト教では、宗教的シンボルとなっており、フランスの（Plaincourault Chapel、プランクロー礼拝堂）には、知恵の木になっているベニテングタケが描かれている。ルネッサンス期から、絵画の中でもしばしば描かれている。また、幸運のシンボルとして、1900年ごろからクリスマスカードのイラストにしばしば採用された。オリヴァー・ゴールドスミスの『世界市民』には、幻覚剤としての使用に言及した箇所がある。ベニテングタケを食べた際、物体の大きさに対する知覚が変化したという記録を残したモルデカイ・キュービット・クックの書物は、1865年の『不思議の国のアリス』のモデルになったと考えられおり、アリスが食べて大きくなったり小さくなったりするキノコがベニテングタケではないかといわれている。
ヨーロッパでは、幸福を呼ぶキノコとして人気があり、森でベニテングタケを見つけると幸せになるといわれている。赤い傘に白い点々がつく愛らしい姿から、装飾品や玩具、キノコグッズのモチーフによく使われている。幸せのシンボルとして、クリスマスになると、ベニテングタケグッズやベニテングタケを描いたクリスマスカードを贈る風習もある。
白い水玉模様の赤キノコの配色は、絵本やおとぎ話、アニメ映画、ビデオゲームなどにしばしば登場することで、なじみのあるものとなっている。特に有名なものに、テレビゲームソフト『スーパーマリオシリーズ』におけるキノピオのデザインや、1940年のディズニー映画『ファンタジア』がある。

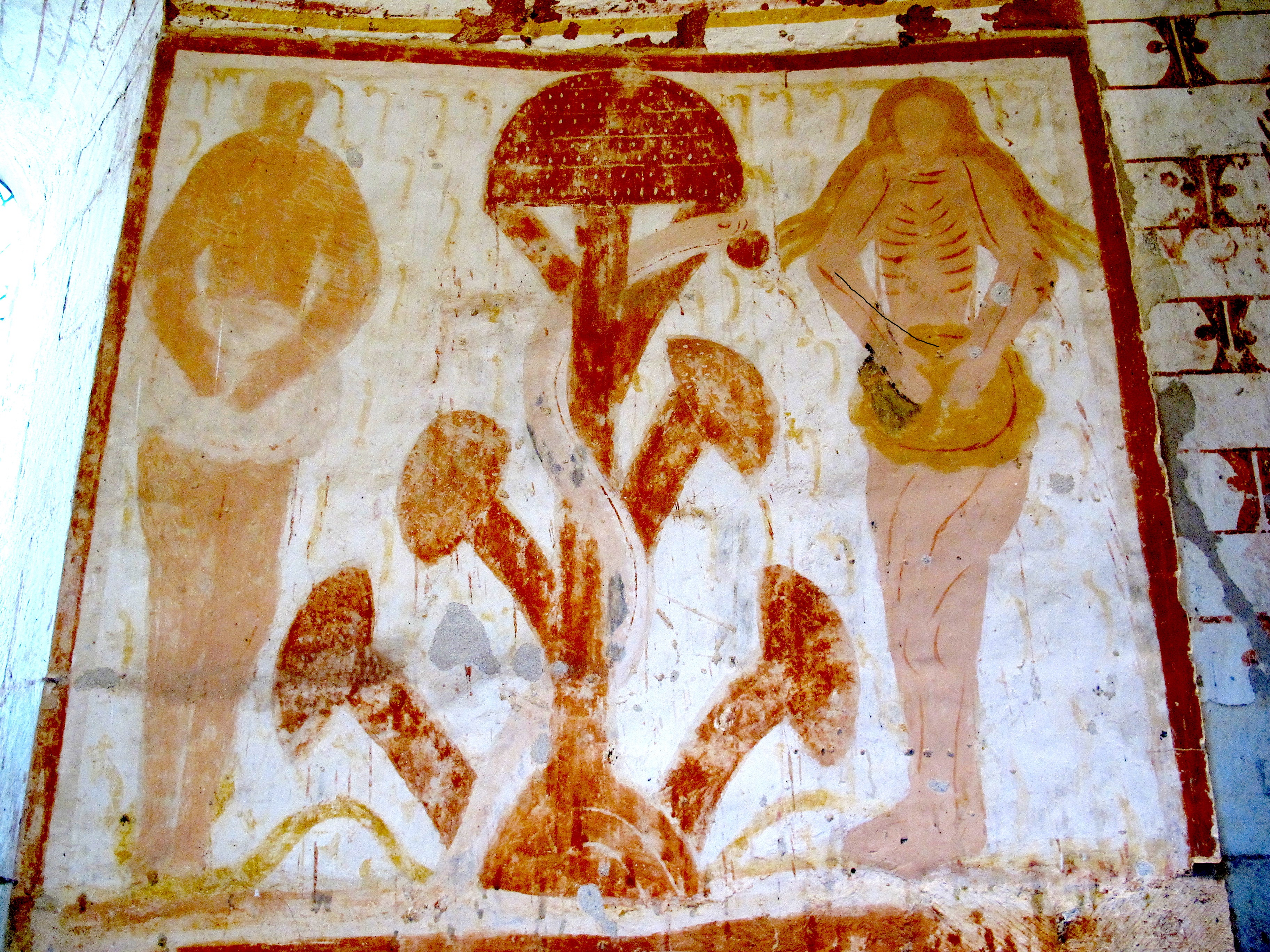
礼拝堂の壁に描かれる本種と思われるキノコ（フランス）
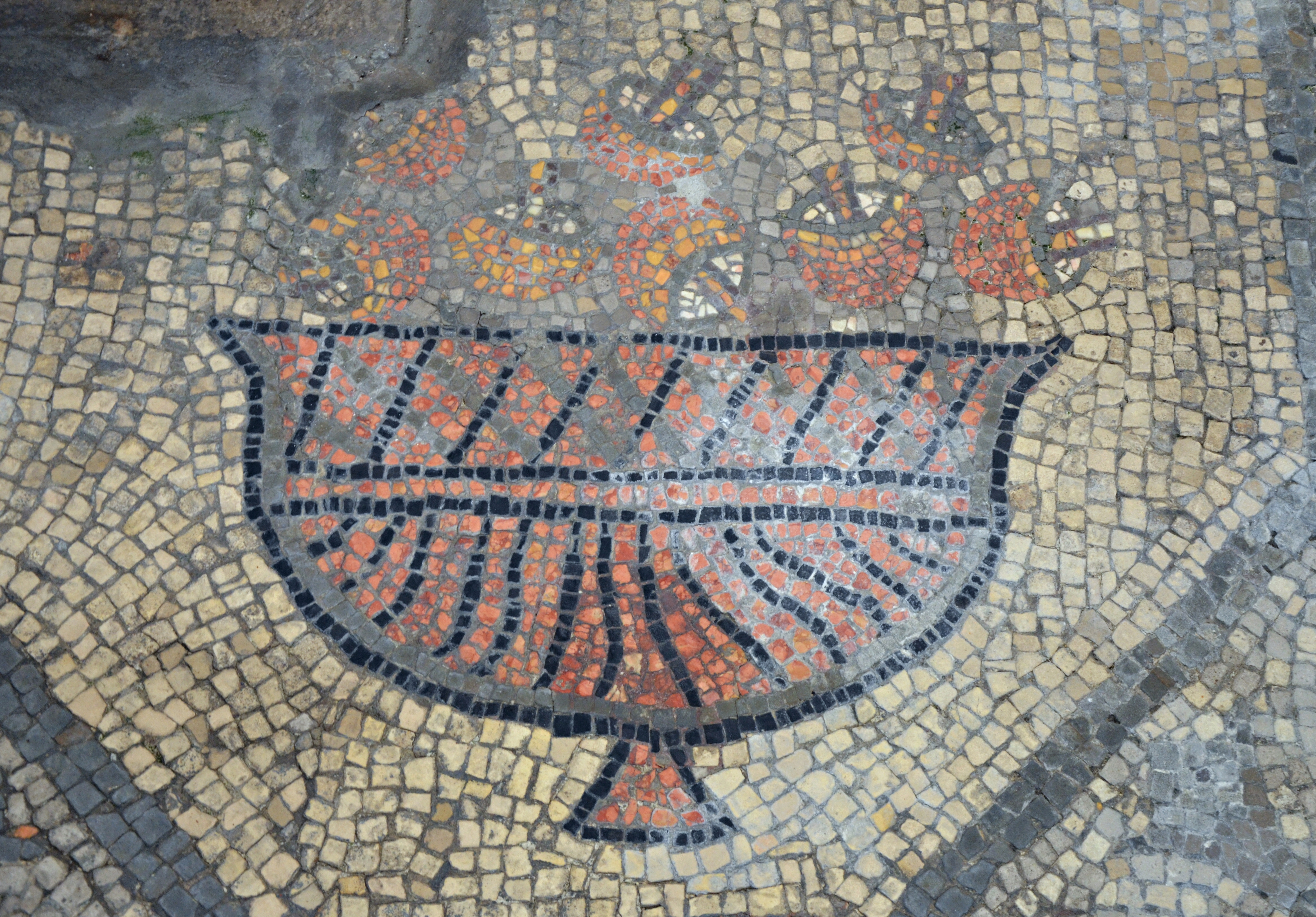
古代ローマの作品で本種と思われる赤いキノコ（イタリア）
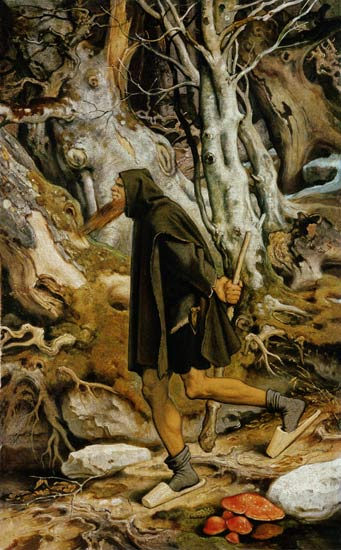
モーリッツ・フォン・シュヴィント作（1851年）
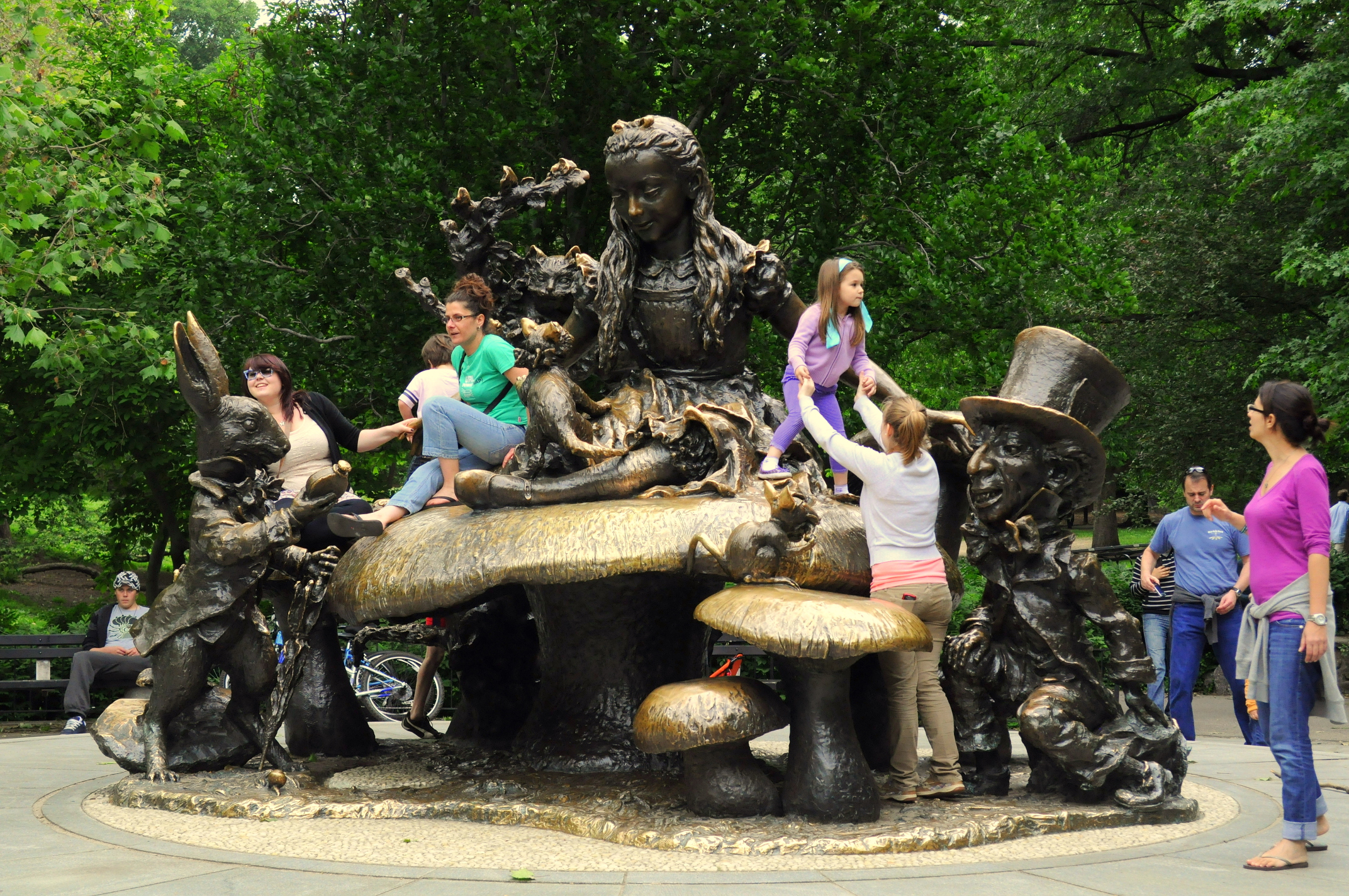
不思議の国のアリスの登場人物とキノコの銅像（ニューヨーク）
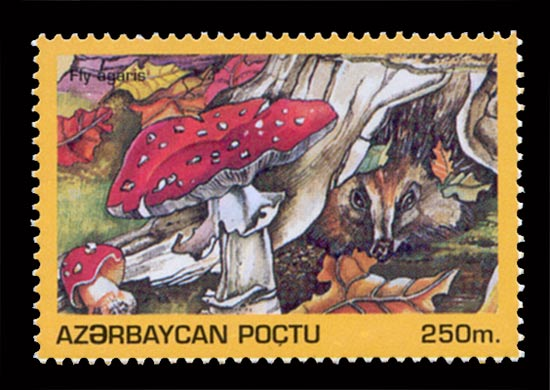
郵便切手（アゼルバイジャン）

### その他
殺ハエ作用を持つことから、各地でハエ捕りに用いられてきた。ベニテングタケの煮汁を置いておくと、ハエが寄ってきて、キノコの毒成分で死んでしまう。そのため日本では「ハエトリタケ」ともよばれる。フランスではハエ殺し (une amanite tue-mouche) と呼ばれ、キノコ片を用いたし、日本でも東北や長野でアカハエトリとも呼ばれ信州では米とこねて板に張り付けてハエを捕獲した。しかし、世界の中にはベニテングタケの毒成分に適応し、本菌を食べて育つキノコバエもいる。

## 類似種
ベニテングタケ内で幾つかの亜種変種が知られるほか、近縁のテングタケ属テングタケ節のキノコには色違い程度に形態がよく似た種類が多い。ベニテングタケ（亜高山型）は亜高山帯などの寒冷なマツ科針葉樹林に発生する黄色味の強い個体である。傘は橙色になる。
ヒメベニテングタケ（Amanita rubrovolvata）はミズナラ林などブナ科の樹林に発生し、赤色系の傘に条線、柄は黄色である。柄の基部のツボは赤色みを帯びて、起源が同じいぼも同色。子実体はベニテングタケと比べると小さく、最大でも傘の直径は5 cm程度にしかならない。
ウスキテングタケ類（アジア種Amanita orientogemmata、欧米種Amanita gemmata）は広葉樹林、とくにコナラ・アカマツ林に多い。傘の色が淡黄色でいぼが白色で縁には条線ある。テングタケ（Amanita pantherina）は広葉樹林に発生し、傘の色が黒色で、いぼが白色で縁には条線ある。イボテングタケ（Amanita ibotengutake）はマツ林に多く発生し、傘の色が灰褐色で縁には溝線があり、いぼは薄褐色。
タマゴタケ類は赤い傘と縁には条線を持つが、日本で一般に食用にされる種類に関しては柄およびひだの色が黄色である。傘表面にいぼを持たないのも特徴の一つであるが、テングタケ類のいぼは非常に脱落しやすく完全になくなっている場合がしばしばあり、タマゴタケと間違えやすいので、ひだの色などほかの特徴で判断するのが無難。テングタケ属タマゴタケ節（Section Caesareae）に属しツバ、ツボの形状も異なる。テングタケ属の中でも猛毒種が多いタマゴテングタケ節（Section Phalloideaeドクツルタケやタマゴテングタケなどが属する）では赤い傘を持つ種は知られていないが、黄色系や白色の傘を持つものは知られており注意が必要。
ベニタケ科のきのこの中には赤い傘を持ち、柄やひだが白いものもあるが、ツバやツボを持たない。ベニタケ目に属しハラタケ目のベニテングタケとは縁遠いグループである。生態面では菌根性であり、ベニテングタケともしばしば混生する種類もある。

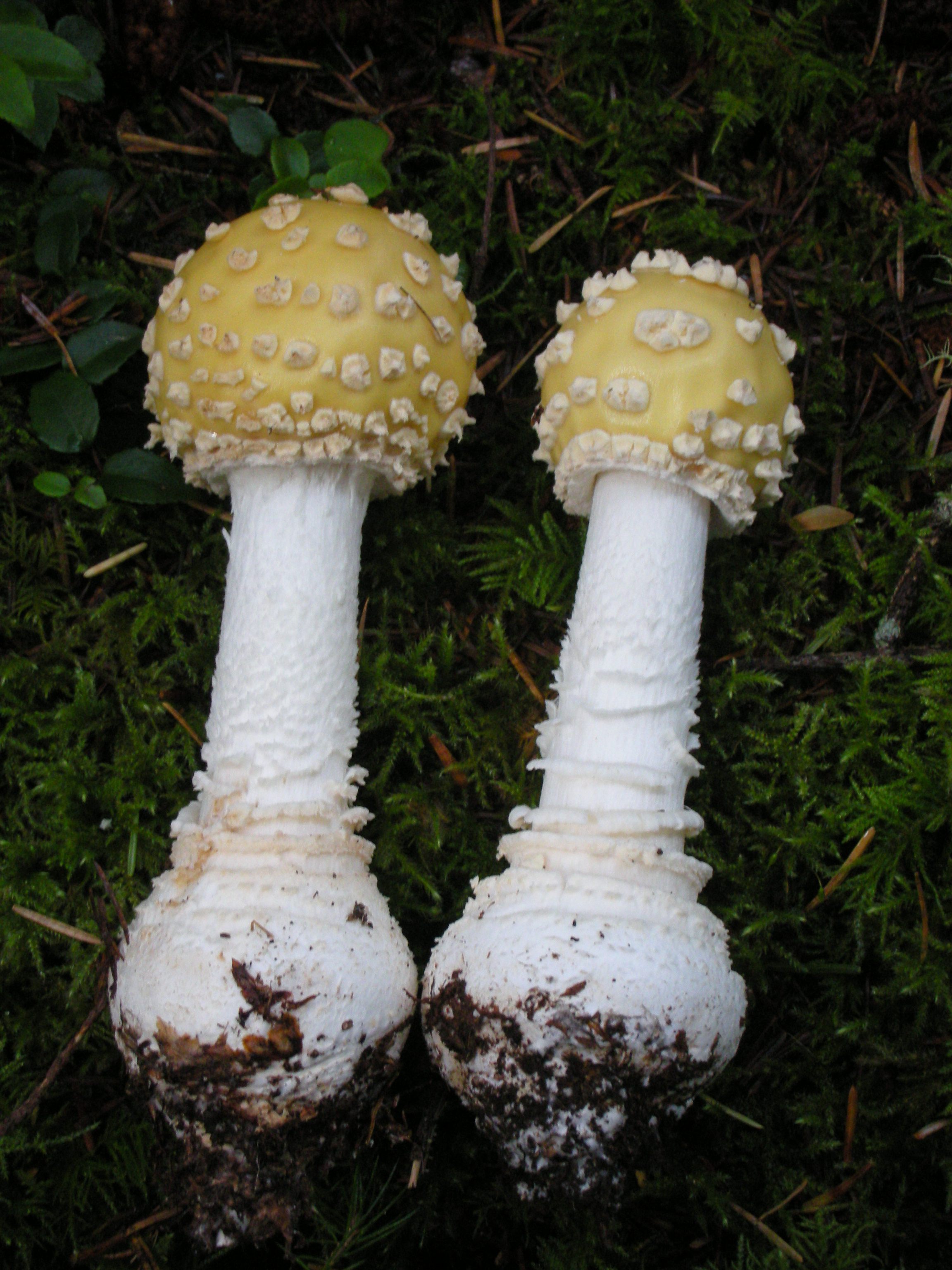
黄色変種 A. muscaria var. formosa
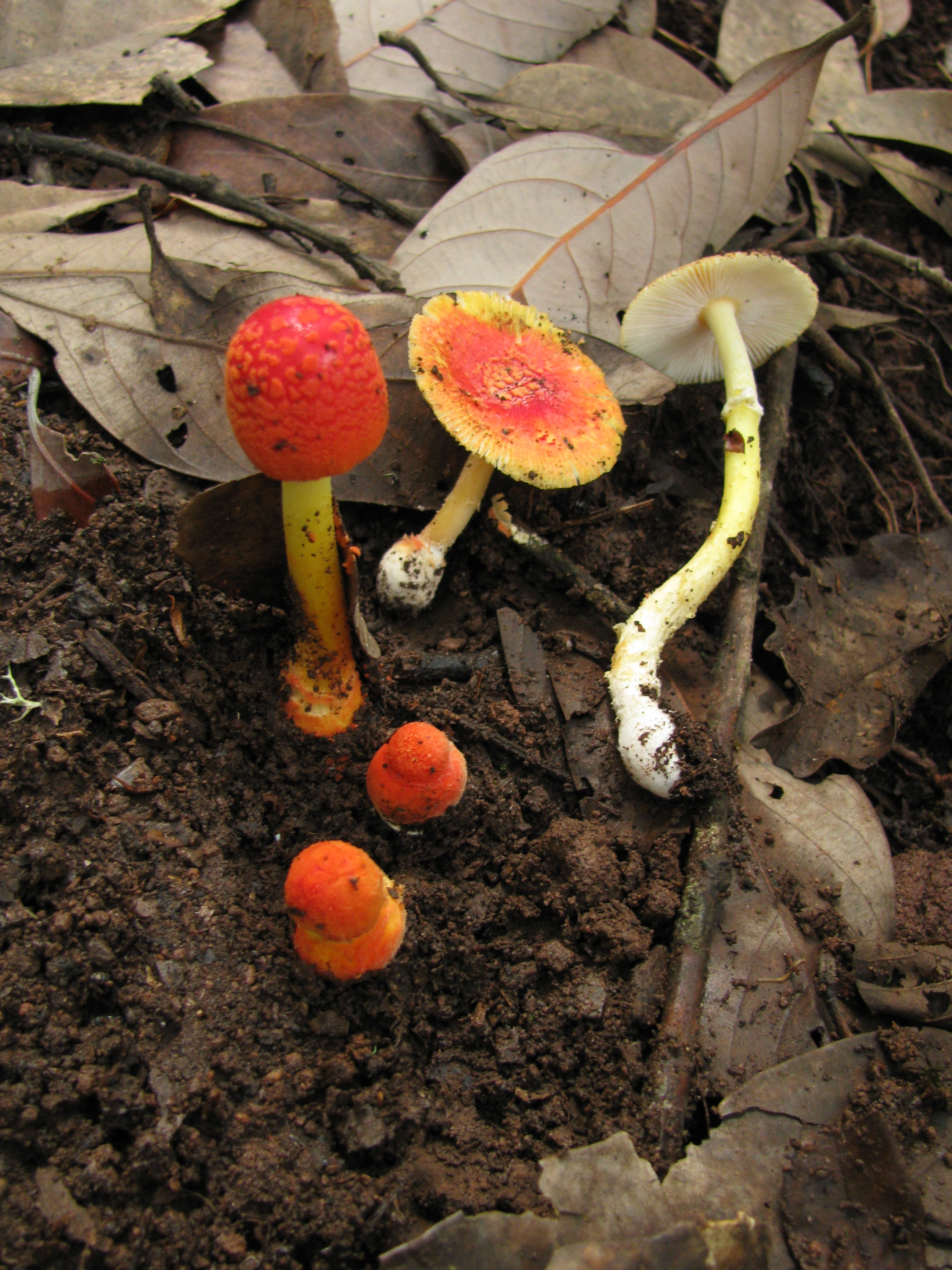
参考：ヒメベニテングタケ
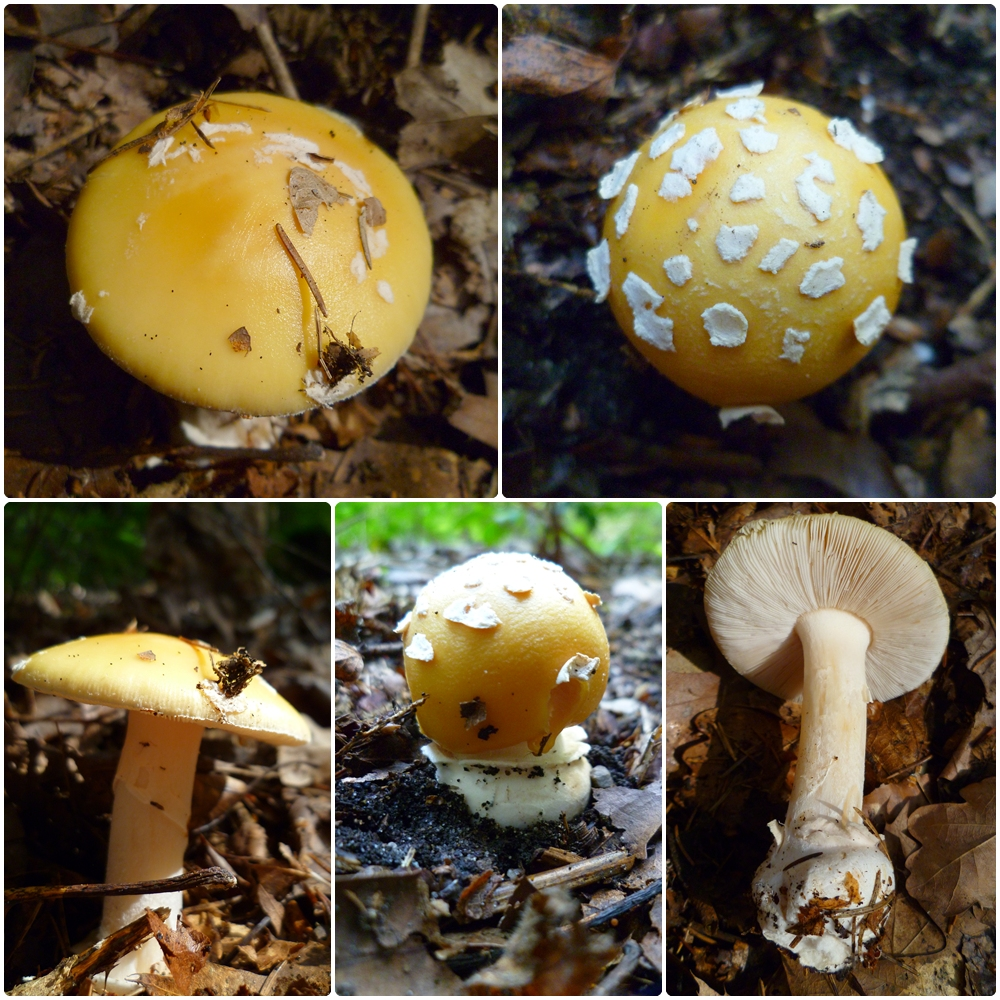
参考：ウスキテングタケ欧米種（A. gemmata）
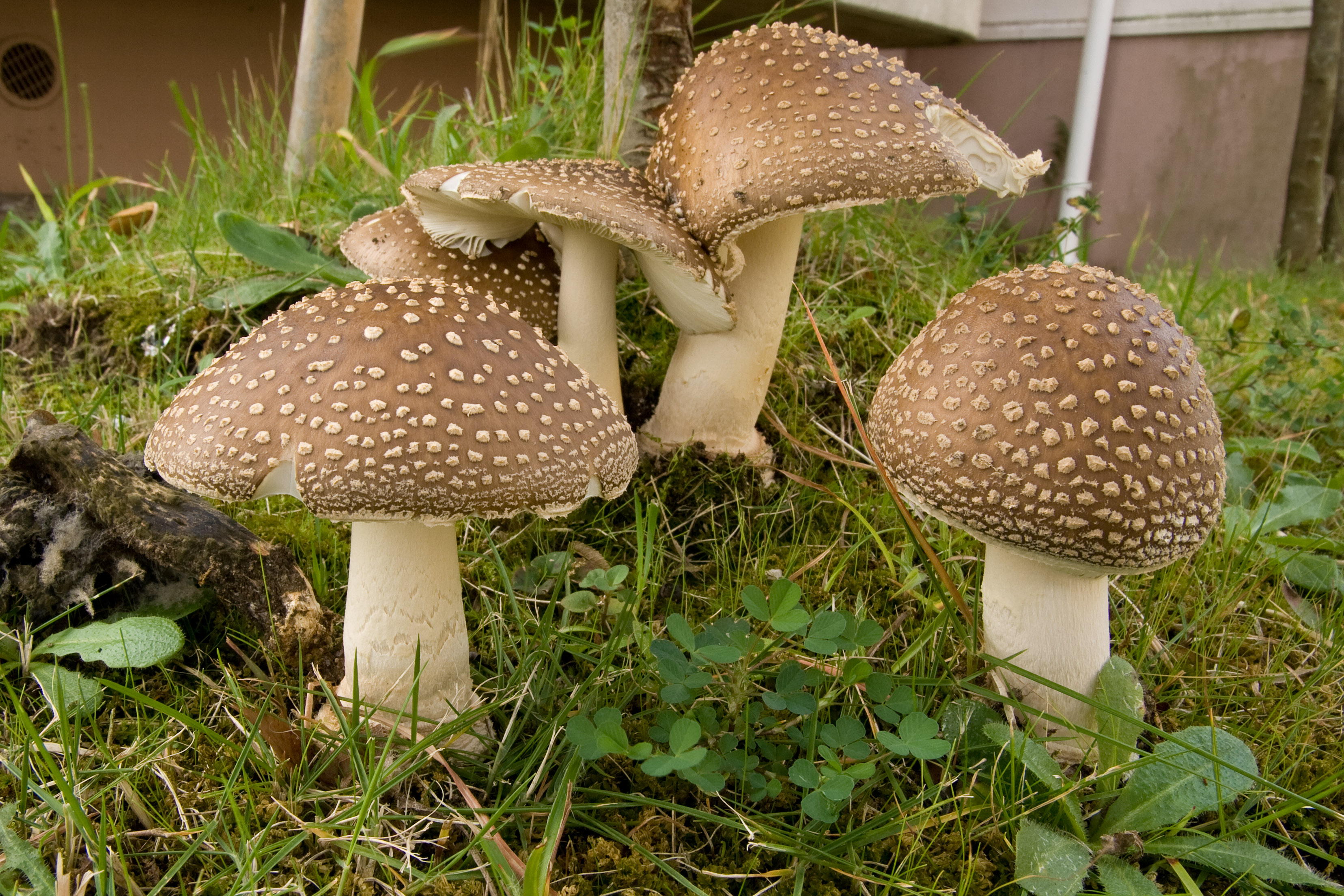
参考：テングタケ
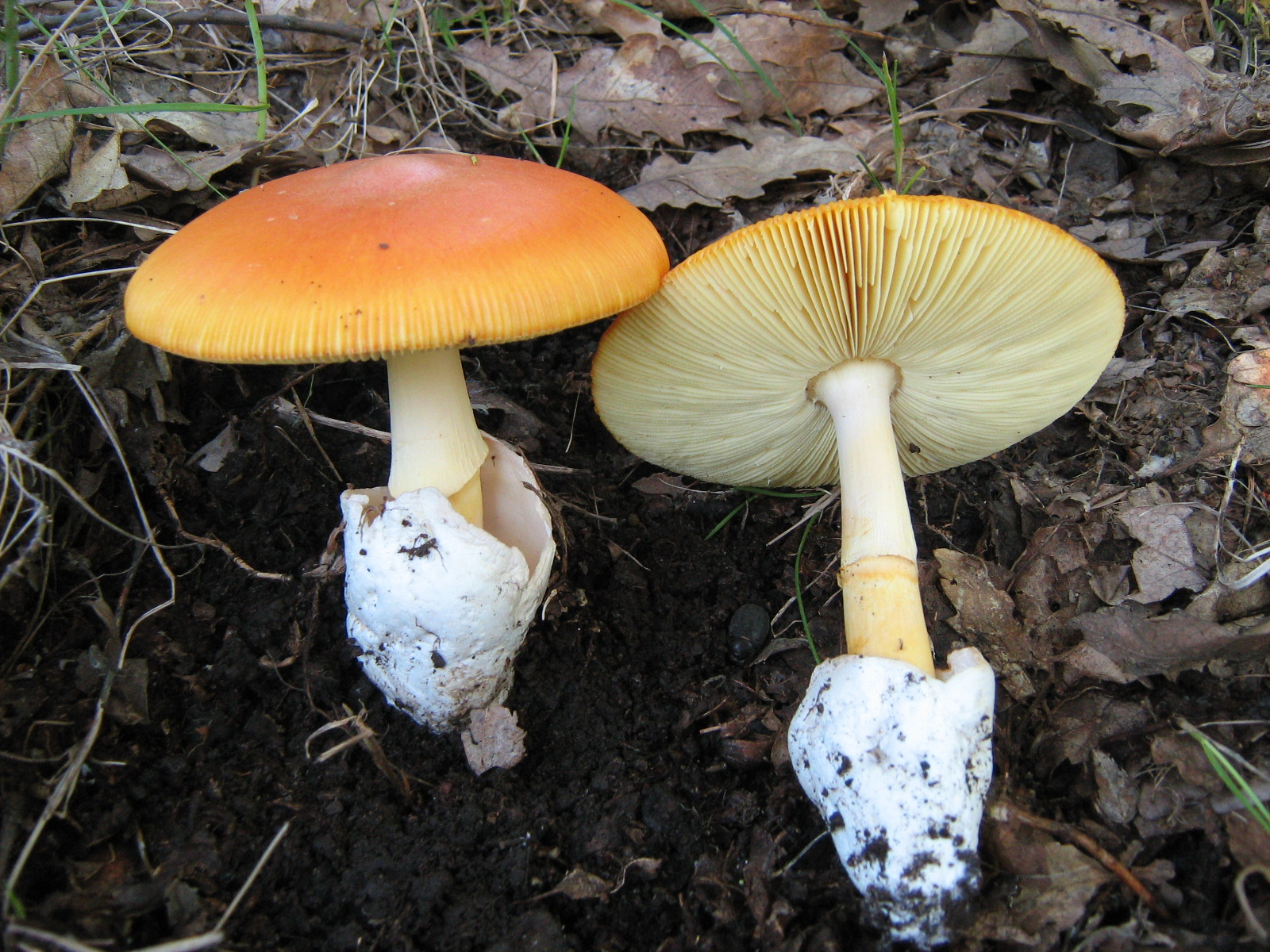
参考：セイヨウタマゴタケ。ひだが黄色い
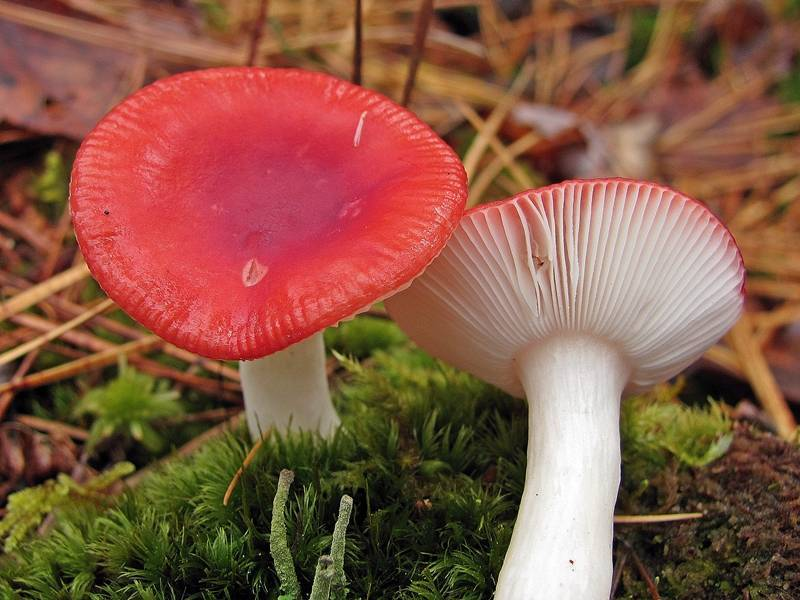
参考：ベニタケ科の赤いキノコ。ツバとツボは無い